# 交響曲第79番 (ハイドン)
交響曲第79番 ヘ長調 Hob. I:79 は、フランツ・ヨーゼフ・ハイドンが作曲した交響曲。

## 概要
本作から第81番までの3曲は1783年から翌年にかけて作曲されたが、いずれも作曲の経緯はわかっていない。ハイドン研究で知られるアントニー・ヴァン・ホーボーケンは、一連の作品のうち第81番が最初に書かれ、本作が最後に書かれたと推測している。

## 編成
フルート、オーボエ2、ファゴット、ホルン2、弦五部。

## 曲の構成
全4楽章、演奏時間は約25分。
- 第1楽章 アレグロ・コン・スピーリト
ヘ長調、4分の4拍子、ソナタ形式。

- 第2楽章 アダージョ・カンタービレ - ウン・ポコ・アレグロ
変ロ長調、4分の3拍子 - 2分の2拍子（アラ・ブレーヴェ）、一種の変奏曲形式。
非常に風変わりな構成となっており、変奏曲風の緩徐楽章として始まるにもかかわらず、後半は前半と無関係なアレグロの曲になっている。
4分の3拍子による前半のアダージョ・カンタービレでは主題と6つの変奏からなるが、それぞれの変奏に劇的な変化はなく、徐々に変化していくように書かれている。続く2分の2拍子のウン・ポコ・アレグロでは、前半と打って変わって「A-B-A'」の形式で書かれているが、ここで示される主題は第39番の第1楽章を彷彿とさせるものになっている[2]。

- 第3楽章 メヌエット：アレグレット - トリオ
ヘ長調、4分の3拍子。

- 第4楽章 フィナーレ：ヴィヴァーチェ
ヘ長調、4分の2拍子、ロンド形式。